# つま恋温泉
つま恋温泉（つまごいおんせん）は、群馬県吾妻郡嬬恋村芦生田にある温泉。同村の大前高岩にあった嬬恋温泉とは別の温泉である。

## 泉質
- ナトリウムマグネシウム塩化物硫酸塩炭酸水素塩中性低張性高温泉
  - 源泉温度42.3℃
  - 茶褐色
  - 源泉名:貴の湯

## 温泉施設
嬬恋村内、群馬県道241号嬬恋応桑線沿い、1軒宿の「山田屋温泉旅館」が存在する。

## 歴史
1993年（平成5年）に掘削された。

## アクセス
JR吾妻線万座・鹿沢口駅からタクシーで10分ほど